# 近藤彌生
近藤彌生（Kondo Yayoi，1959年4月20日—），是日本的政治人物、稅理士，現任東京都足立區長。她曾當選三屆東京都議會。
在區的公報等介紹，她的名字以「近藤やよい」的名義表示。

## 經歷
她出生於東京都足立區，青山學院大學經濟學研究科博士前期課程結業。
1983年起，在警視廳國際搜查課工作，隨後轉為稅理士。1997年，參與東京都議會議員選舉成功當選，此後2001年、2005年的議會選舉也都順利連任。2007年，她在議員任內辭職，以無黨籍的身分參選足立區長選舉，並當選。2011年，與前區長吉田萬三競選區長，成功大勝連任。

## 外部連結
- 足立区 はい、区長です （页面存档备份，存于） （日語）